# Michael Stimpel
Michael Stimpel (* 2. Oktober 1950 in Braunschweig) ist ein deutscher Mediziner und Professor für Innere Medizin der Universität zu Köln.

## Leben
Michael Stimpel, Sohn des Juristen Walter Stimpel, studierte Humanmedizin an der Albert-Ludwigs-Universität in Freiburg im Breisgau, wo er an der Psychiatrischen Universitätsklinik zum Dr. med. promoviert wurde. Seine wissenschaftliche und klinische Ausbildung absolvierte er am Max-Planck-Institut für Immunbiologie in Freiburg sowie an den Universitätskliniken Zürich und Köln, der Medizinischen Hochschule Hannover, des Weiteren am Saarländischen Institut zur Aus- und Weiterbildung in Psychotherapie (SIAP). 1992 habilitierte sich Stimpel an der Universität zu Köln, erhielt die Venia legendi (Habilitation) für das Fach Innere Medizin und wurde 1998 zum apl. Professor ernannt. Von 2000 bis 2016 hatte Stimpel Funktionen als Chefarzt und Ärztlicher Direktor an Akut- und Rehabilitationskliniken inne, zuletzt an der Paul-Ehrlich-Klinik in Bad Homburg. Seit 2017 arbeitet Stimpel als Medizinischer Gutachter, Business Coach und Ärztlicher Psychotherapeut mit dem Schwerpunkt Psychokardiologie in Düsseldorf.
Stimpel lehrt seit 1992 an der Universität zu Köln sowie seit 2012 am Saarländischen Institut zur Aus- und Weiterbildung in Psychotherapie (SIAP). Von 2005 bis 2015 lehrte er zudem an der Universität des Saarlandes in Homburg.
Stimpels wissenschaftlicher und klinischer Arbeitsschwerpunkt sind Erkrankungen des Herzkreislaufsystems. Er hat hierzu zahlreiche Veröffentlichungen publiziert.

## Veröffentlichungen
- Michael Stimpel: Arterielle Hypertonie – Differentialdiagnose und -Therapie. De Gruyter Berlin/New York 1990, ISBN 978-3110111958
- mit Michel E. Safar und Alberto Zanchetti: Hypertension in Postmenopausal Women. Springer Berlin/Heidelberg 1994, ISBN 978-3540581444
- Michael Stimpel. Arterial Hypertension. De Gruyter, New York 1996, ISBN 978-3110141764
- mit Alberto Zanchetti: Hypertension after Menopause. De Gruyter, 1997, ISBN 978-3110155181
- Michael Stimpel: Arterielle Hypertonie. Steinkopff Verlag, Darmstadt 2001, ISBN 978-3798512511
- Michael Stimpel: Leben mit Herzerkrankungen – Wenn die Seele mitleidet. Springer Berlin/Heidelberg 2018, ISBN 978-3-662-55989-5